# 奧拉無人作戰飛機
奧拉（英語：Autonomous Unmanned Research Aircraft，AURA）是印度國防研究與開發組織（DRDO）為印度空軍和印度海軍正在開發的無人戰鬥航空載具（UCAV），該項目設計工作主要是透過印度航空發展局（ADA）進行，並在細節上分開工作。
奧拉能夠攜帶導彈、炸彈和精确制导武器，定位與法國的神经元无人作战飞机、英國的雷神无人机和美國的X-47A飞马试验机大致相同。

## 概述
根據印度航空發展局的描述，奧拉是一種具有武器發射能力的自衛（self-defending）高速（high-speed）偵察（reconnaissance）無人機。而其中所發布的一張圖片也顯示了奧拉是一種具有隱形能力的無人機。後來根據印度國防研究與開發組織的帕拉德博士說法，奧拉能夠以30,001英尺的高空中飛行，並且攜帶不超過15噸重的導彈、炸彈和精確制導彈藥。
2015年，印度國防部長馬諾哈爾·帕里卡爾（Manohar Parrikar）通知印度聯邦院奧拉將採用國產的無後燃版本的卡佛裡發動機。同年11月13日，有媒體報導印度政府將撥款3000億印度盧比以用於一種名為「Ghatak」基於卡佛裡發動機基礎開發的發動機。